# Bestuurlijke indeling van Portugal
De bestuurlijke indeling van Portugal in districten is betrekkelijk nieuw. In 1976 werd de indeling van het Portugese vasteland in 11 provincies vervangen door een indeling in 18 districten (Portugees: distritos) en twee overzeese autonome regio's (Portugees: regiões autónomas), (de Azoren en Madeira). 
Districten worden in het algemeen als het belangrijkste bestuursniveau van Portugal beschouwd.
| 1. Lissabon 2. Leiria 3. Santarém 4. Setúbal 5. Beja 6. Faro 7. Évora 8. Portalegre 9. Castelo Branco 10. Guarda 11. Coimbra 12. Aveiro 13. Viseu 14. Bragança 15. Vila Real 16. Porto 17. Braga 18. Viana do Castelo Autonome regio's: - Azoren - Madeira | Genummerde districten |

De bestuurslaag onder de districten bestaat uit gemeenten (Portugees: municípios). In 2019 bestonden er 308 gemeenten. Deze gemeenten bestaan uit één of (meestal) meerdere deelgemeenten (Portugees: freguesias). Bij de administratieve hervorming van 2013 werd het aantal freguesias in Portugal verminderd met 27% van 4.260 tot de huidige 3.091.
De verdeling van de freguesias in Portugal is als volgt:
- Vasteland: 2.882
- Autonome regio van de Azoren: 155
- Autonome regio Madeira: 54.

## Historische provincies
In 1936 is Portugal langs min of meer natuurlijke grenzen onderverdeeld in 11 provincies. Hoewel deze verdeling administratief niet meer bestaat, voelen veel Portugezen zich nog inwoner van een van deze provincies:
| - Algarve - Alto Alentejo - Baixo Alentejo - Beira Alta - Beira Baixa - Beira Litoral - Douro Litoral - Estremadura - Minho - Ribatejo - Trás-os-Montes e Alto Douro | Traditionele indeling (1936-1976) in provincies |

## NUTS

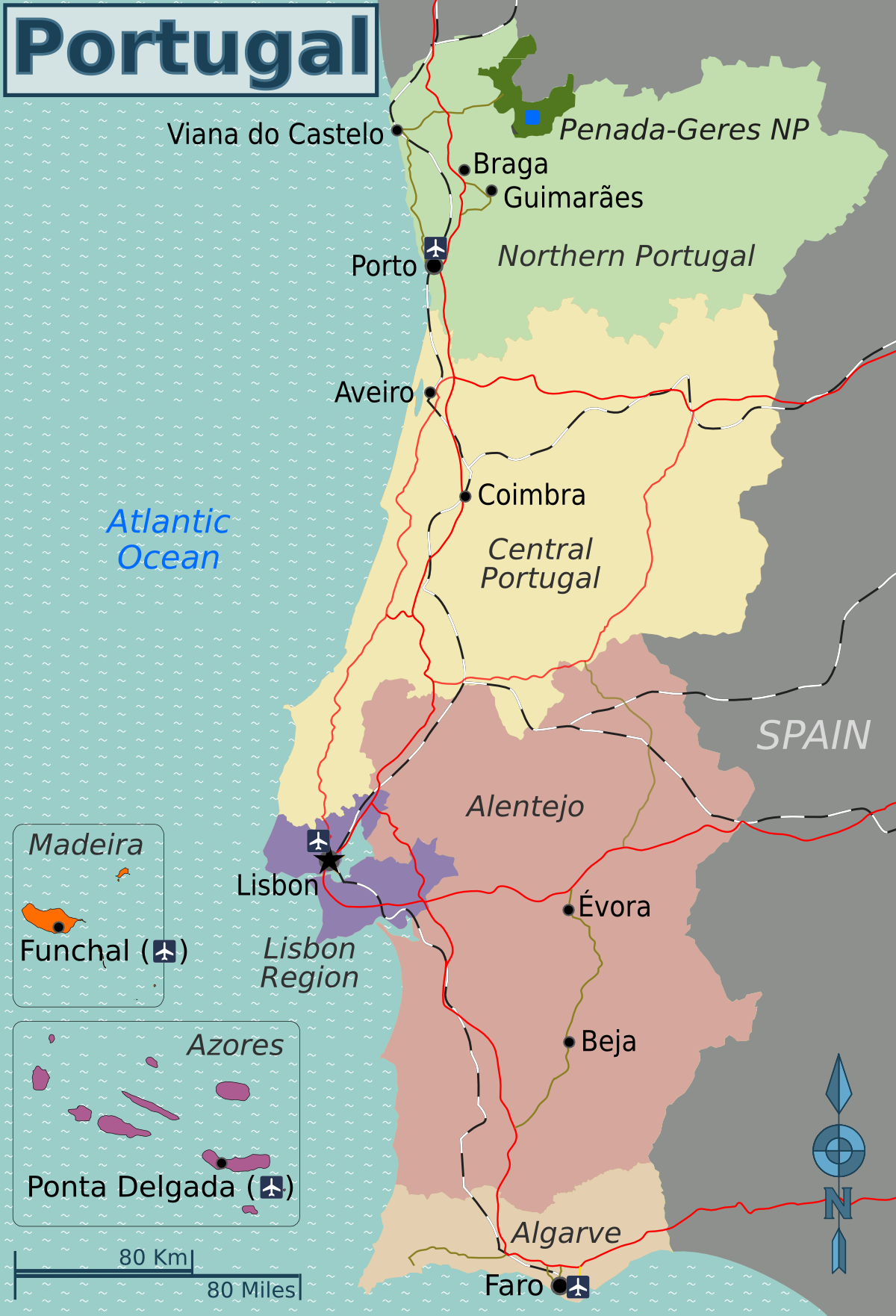
De NUTS II-regio's van Portugal

De indeling volgens NUTS I is als volgt:
- Het Portugese vasteland
- de Azoren
- Madeira

Het Portugese vasteland is onderverdeeld in vijf NUTS II-regio's (Comissões de Coordenação e Desenvolvimento Regional), namelijk Noord (Norte), Centrum (Centro), Lissabon, Alentejo en Algarve. De twee autonome regio's Madeira en de Azoren vormen ieder op zich een NUTS II-regio, zodat Portugal is onderverdeeld in totaal 7 NUTS II-regio's.

Sub-regio's NUTS III (Portugal)

Deze zeven regio's zijn onderverdeeld in 25 NUTS III-subregio's, zoals vastgesteld in de Wet 75/2013.
Deze NUTS III subregio's komen overeen met de intergemeentelijke eenheden (Portugees: Entidades intermunicipais). Deze Entidades zijn een vrijwillige associatie van gemeenten. Er bestaan twee types: 
- Intergemeentelijke gemeenschappen (23);
- Grootstedelijke gebieden (2, namelijk: Lissabon en Porto).

Dit zijn de zeven regio's met de bijbehorende sub-regio's:
- Regio Norte (8)
  - Alto Minho
  - Cávado
  - Ave
  - Groot-Porto
  - Alto Tâmega
  - Tâmega e Sousa
  - Douro
  - Terras de Trás-os-Montes
- Regio Centro (8)
  - Oeste
  - Aveiro
  - Coimbra
  - Leiria
  - Viseu Dão-Lafões
  - Beira Baixa
  - Médio Tejo
  - Beiras e Serra da Estrela
- Regio Lissabon (1)
  - Groot-Lissabon
- Regio Alentejo (5)
  - Alentejo Litoral
  - Baixo Alentejo
  - Lezíria do Tejo
  - Alto Alentejo
  - Alentejo Central
- Regio Algarve (1)
  - Algarve
- Autonome regio van de Azoren (1)
  - Autonome regio van de Azoren
- Autonome regio van Madeira (1)
  - Autonome regio van Madeira

## Lokalisatie van de sub-regio's

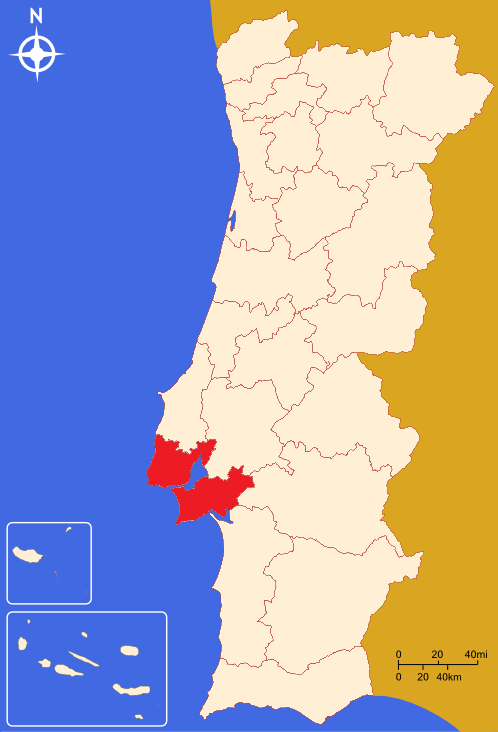
Groot-Lissabon

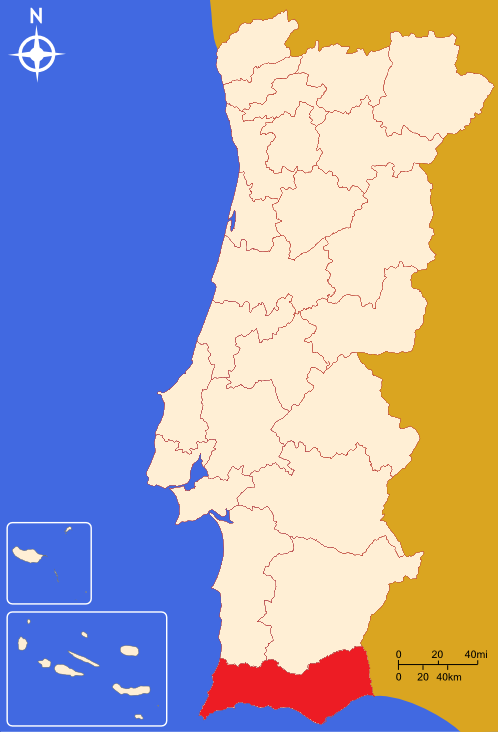
Algarve

Regio Norte

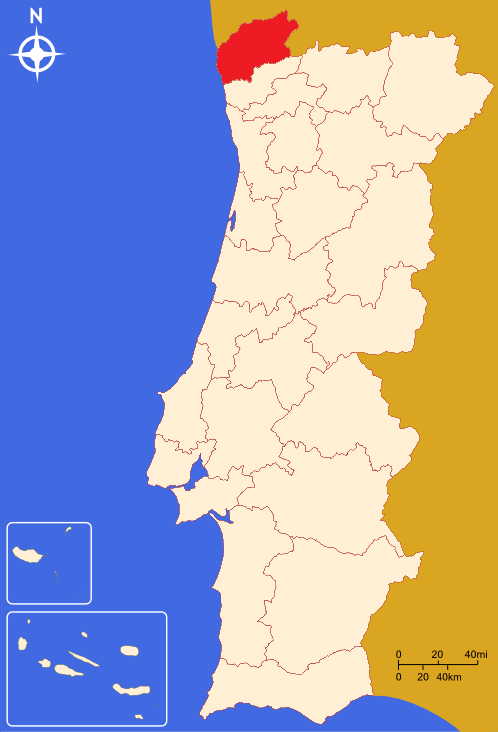
Alto Minho
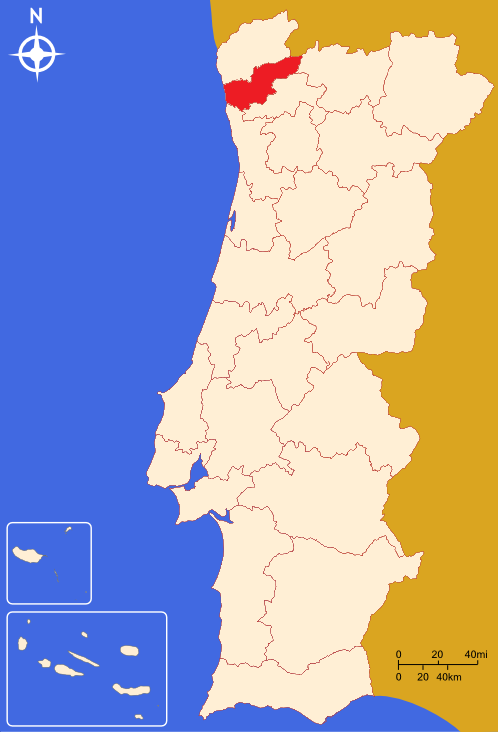
Cávado
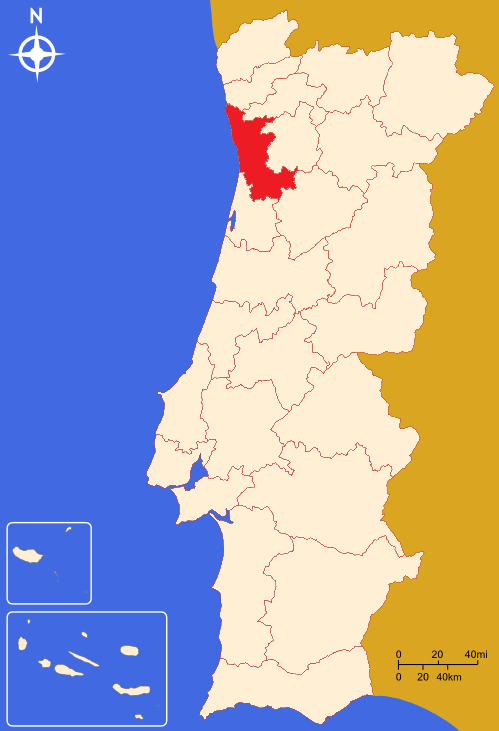
Groot-Porto
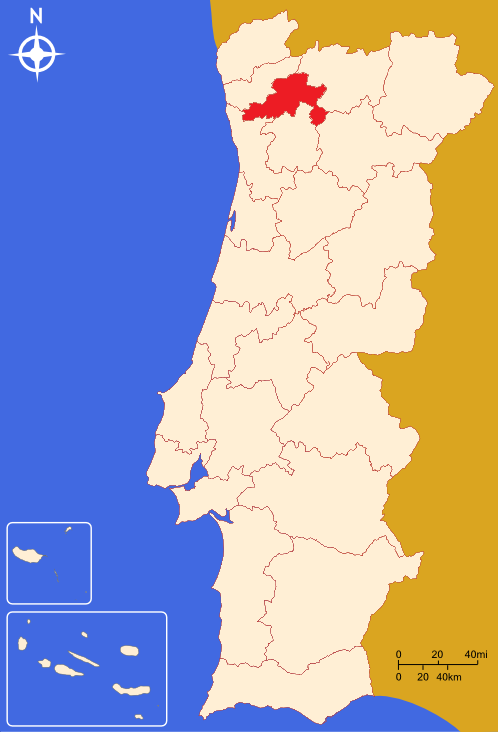
Ave
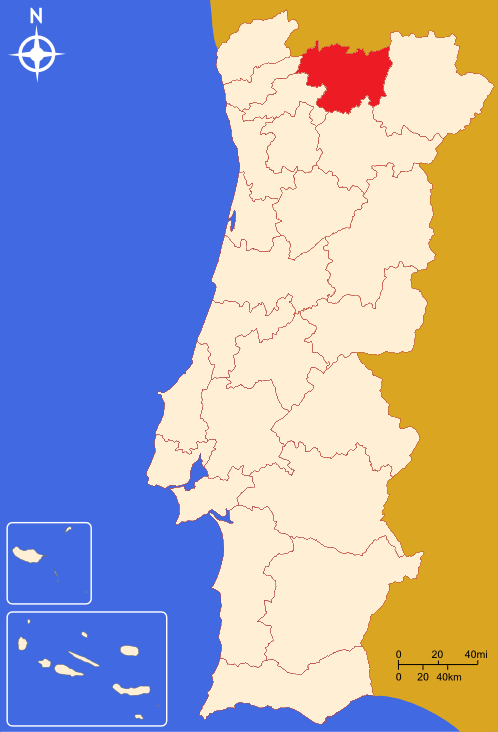
Alto Tâmega
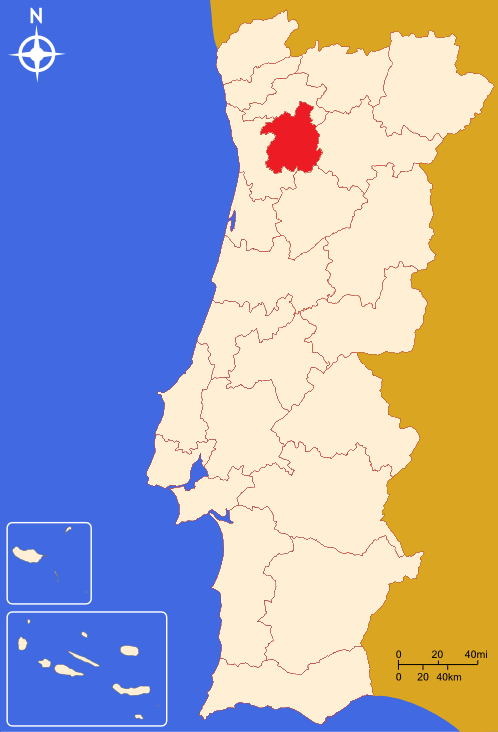
Tâmega e Sousa
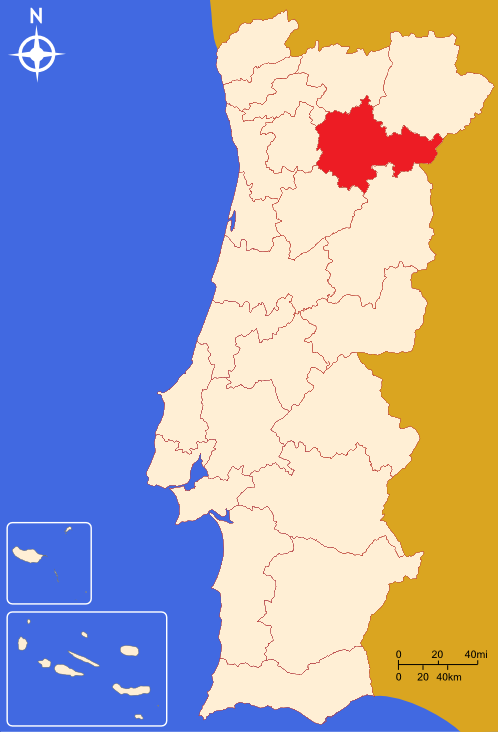
Douro
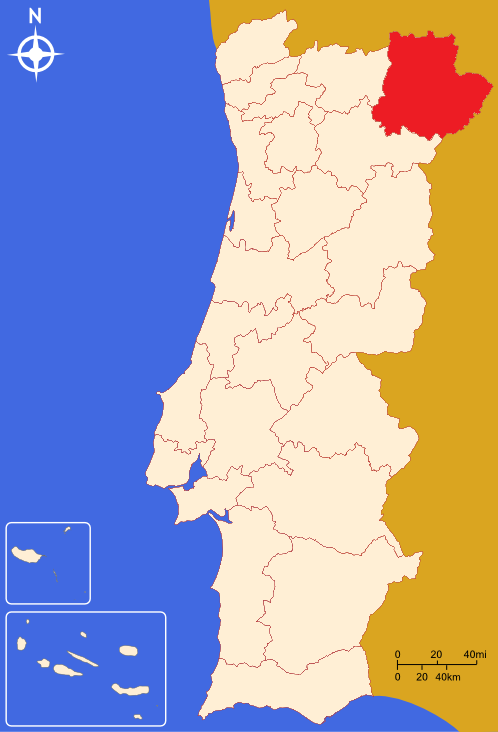
Terras de Trás-os-Montes

Regio Centro

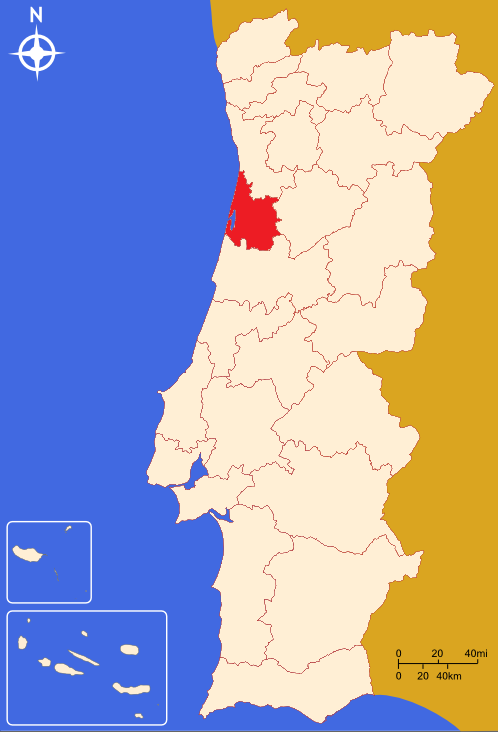
Aveiro
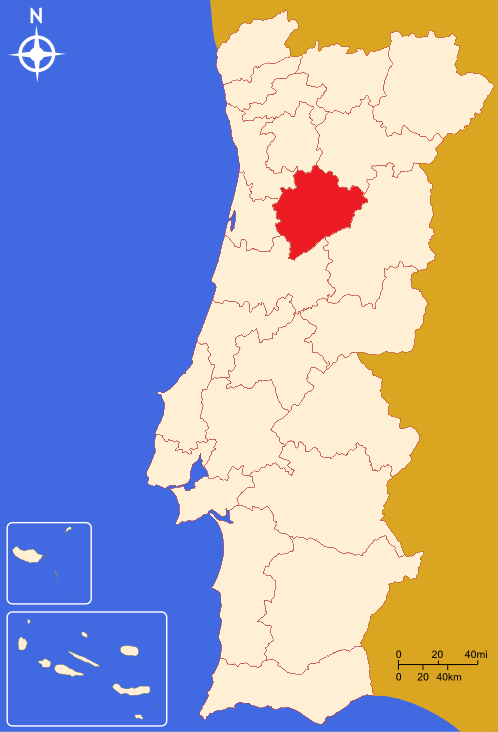
Viseu Dão Lafões
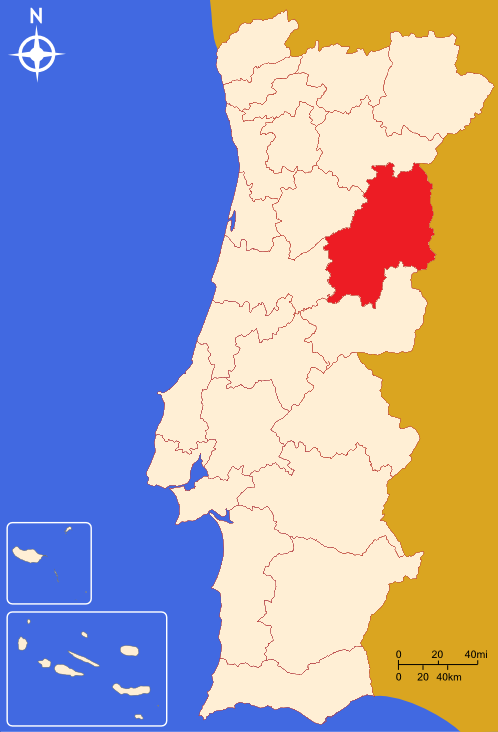
Beiras e Serra da Estrela
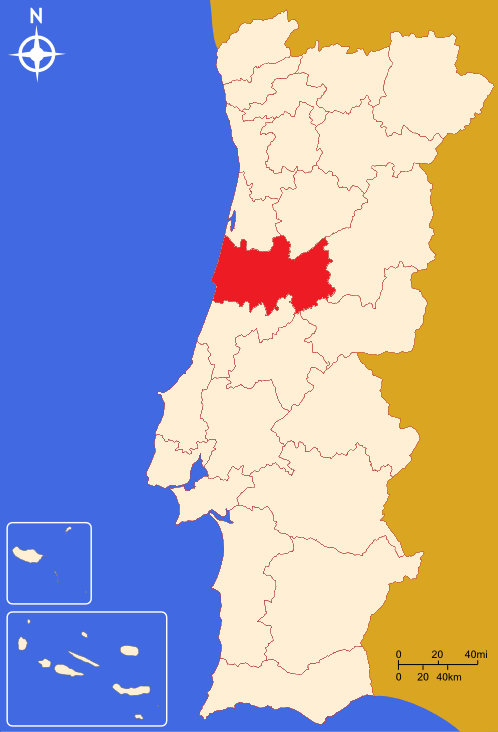
Coimbra
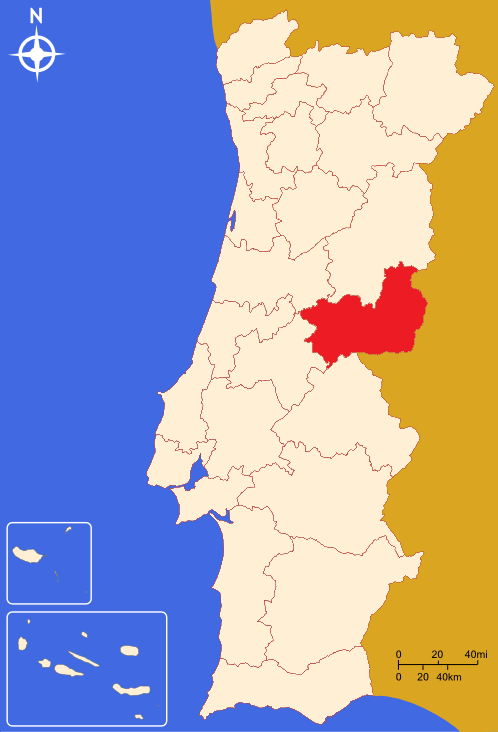
Beira Baixa
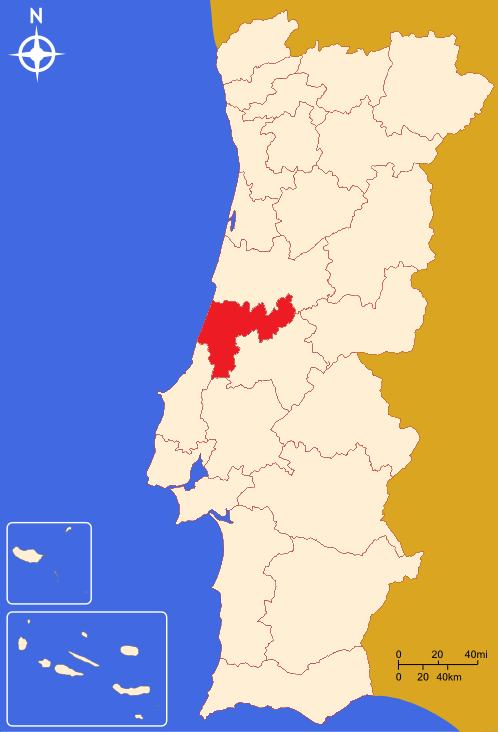
Leiria
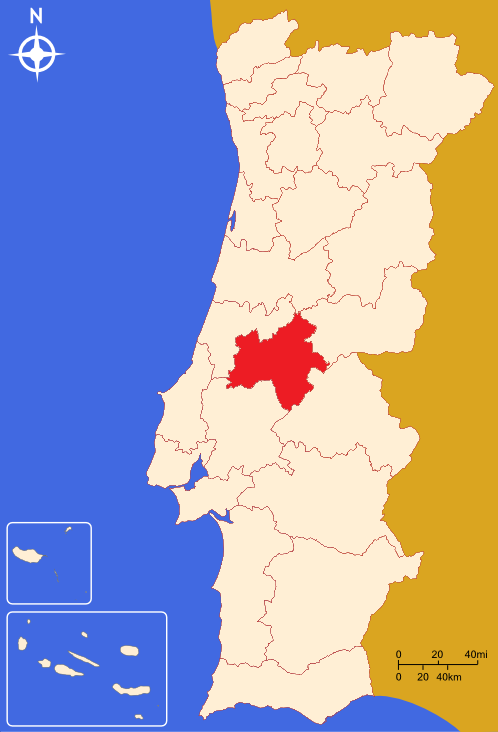
Médio Tejo
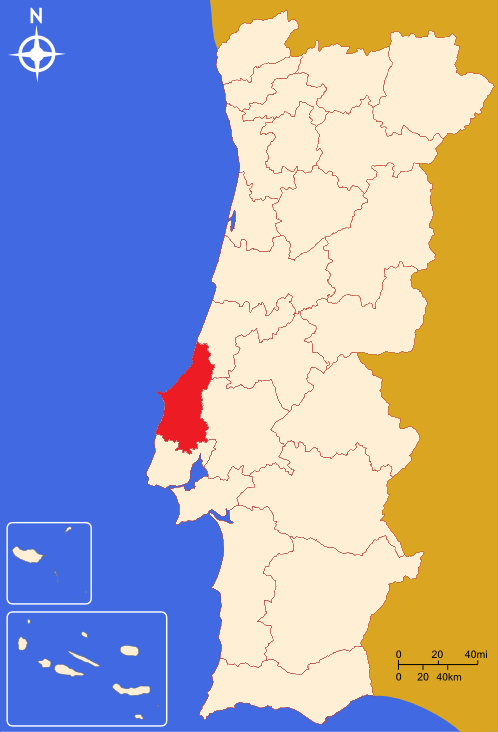
Oeste

Regio Lissabon
- Groot-Lissabon

Regio Alentejo

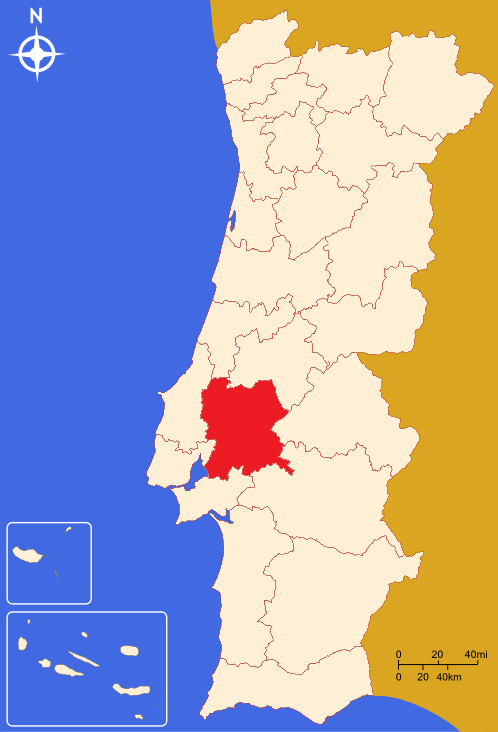
Lezíria do Tejo
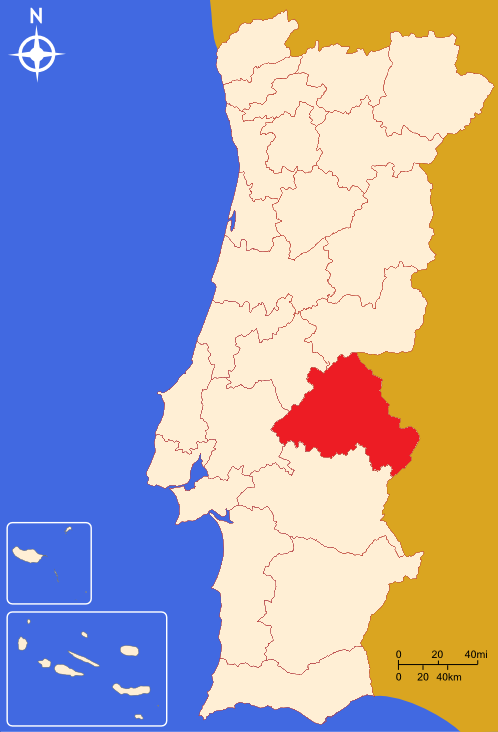
Alto Alentejo
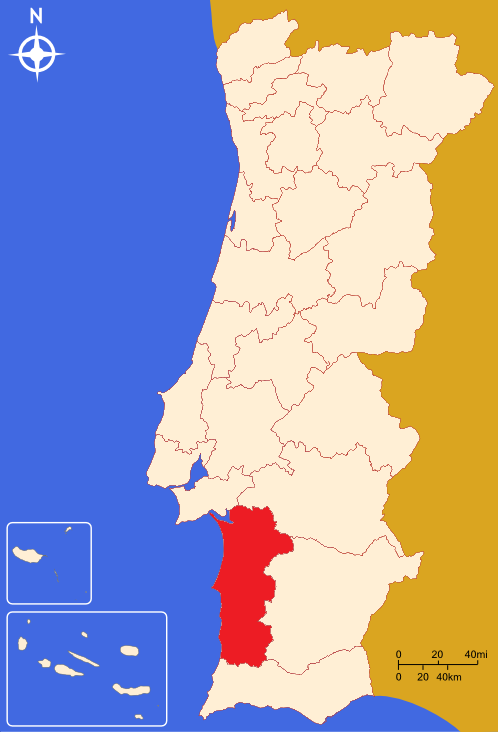
Alentejo Litoral
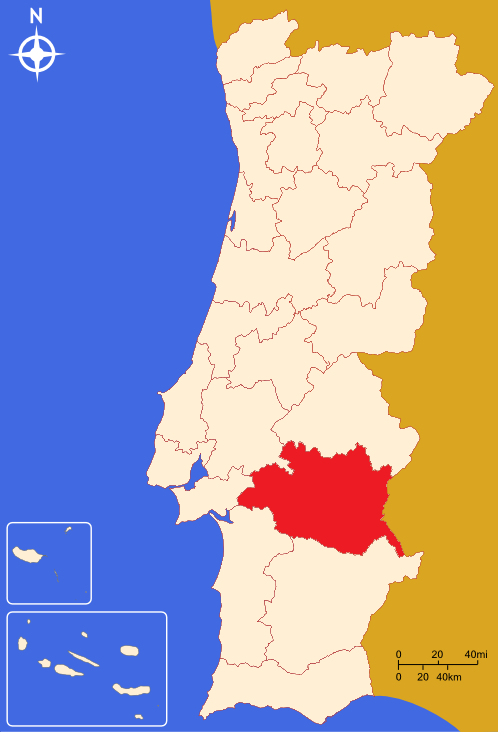
Alentejo Central
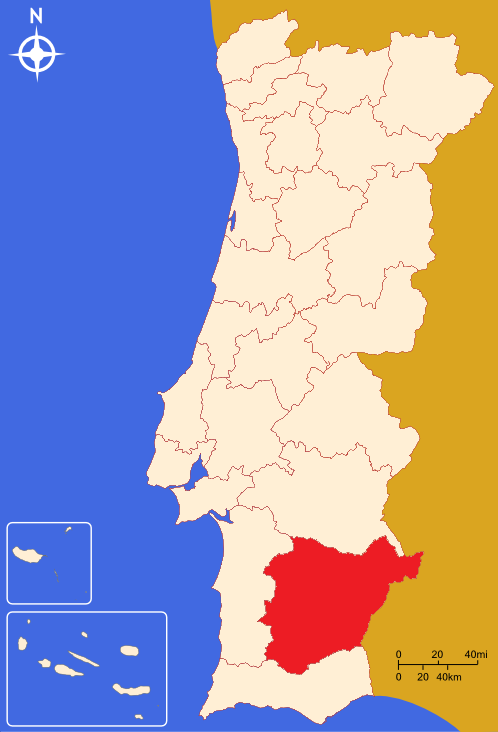
Baixo Alentejo

Regio Algarve
- Algarve

Aveiro · Beja · Braga · Bragança · Castelo Branco · Coimbra · Évora · Faro · Guarda · Leiria · Lissabon · Portalegre · Porto · Santarém · Setúbal · Viana do Castelo · Vila Real · Viseu

Autonome regio's van Portugal: Azoren · Madeira